# Velyka Balka
Velyka Balka  (ucraniano: Велика Балка) es una localidad del Raión de Odesa en el Óblast de Odesa de Ucrania. Según el censo de 2001, tiene una población de 1212 habitantes.